# NGC 6111
NGC 6111 is een elliptisch sterrenstelsel in het sterrenbeeld Draak. Het hemelobject werd op 31 mei 1887 ontdekt door de Amerikaanse astronoom Lewis A. Swift.

## Synoniemen
- MCG 11-20-7
- ZWG 320.14
- PGC 57579